# Гимера (город)
Гимера (др.-греч. Ἱμέρα) — древнегреческая колония на северном побережье Сицилии, имевшая важное значение в античную эпоху. Город располагался в устье реки с тем же названием (в настоящее время — Фьюме-Гранде) между Панормусом (в настоящее время — Палермо) и Кефалоэдиумом (в настоящее время — Чефалу). Руины города находятся на территории Термини-Имерезе.

## История

### Основание и ранние годы
Гимера была первым греческим поселением в этой части острова и имела стратегическое значение как форпост у восточной границы территории, контролировавшейся карфагенянами. Фукидид утверждает, что город был единственной греческой колонией на северном побережье Сицилии, однако его слова следует относить только к независимым городам; Милы, также располагавшиеся на северном побережье и определённо имевшие греческие корни, были зависимы от Мессаны (Занклы) (в настоящее время — Мессина). По официальным данным Гимера также была колонией Занклы, но Фукидид указывает, что переселенцы из Занклы смешались со значительным числом беженцев из Сиракуз, в результате чего в городе говорили на диалекте дорического греческого языка.
Гимера была основана вслед за появлением города Милы (что очевидно из их взаимного расположения), что указано у Страбон и Скимния. Фукидид не упоминает дату основания колонии, однако Диодор Сицилийский писал, что она существовала не менее 240 лет, прежде чем была уничтожена карфагенянами, основавших первое постоянное поселение на острове в 648 год до н. э.
О ранней истории города сохранились крайне отрывочные сведения: он упоминается только у Аристотеля, который пишет о господстве в городе тирана Фаларена. Более подробные сведения появляются лишь с 490 года до н. э., когда город предоставил убежище Скифию, тирану, изгнанному из Занклы. Вскоре после этого события Гимера оказалась под гнётом тирана Терилла, пытавшегося усилить свою власть союзом с Анаксилаем, в то время правившим Регием (в настоящее время — Реджо-ди-Калабрия) и Занклой. Но Териллу не удалось противостоять мощи Ферона, тирана Акраганта (в настоящее время — Агридженто) и, будучи изгнанным из Гимеры, он обратился за помощью к карфагенянам, что привело к первому большому походу Карфагена на Сицилию в 480 г. до н. э.

### Первые контакты с Карфагеном
Величина войска под командованием Гамилькара, высадившегося на Сицилии с армией в 300 тыс. человек, прямо доказывает, что взятие Гимеры было, скорее, первым шагом в большой войне, чем основной целью похода, однако растущая мощь греческого города в непосредственной близости от карфагенских поселений Панорма и Сол сама по себе вызывала неприязнь. Вследствие этого первый удар Гамилькара был направлен против Гимеры. Но Ферон, собравший все свои войска в стенах города, смог продержаться до прибытия Гелона Сиракузского, который, несмотря на численное превосходство карфагенян, нанёс им сильное поражение, так что битва при Гимере сравнивалась сицилийскими греками с победой в битве при Саламине. По греческой традиции считалось, что обе эти победы произошли в один день.

### После битвы при Гимере
Великая победа закрепила за Фероном его власть над Гимерой и Акрагантом; однако он большую часть внимания уделял второму городу, поставив во главе Гимеры своего сына Фрасидея. Но юноша жестоким правлением вскоре восстановил против себя горожан, которые стали искать спасения у Гиерона Сиракузского, в то время враждовавшего с Фероном. Однако сиракузский тиран вместо того, чтобы оказать поддержку недовольной части гимерцев, предал их, сообщив обо всём Ферону, который не замедлил наказать вовлечённых в заговор, многих предав смерти, а других изгнав из города. Вскоре после этого, поняв, что наказание привело к неприемлемому сокращению населения, Ферон решил вернуть городу процветание, найдя новых колонистов на замену. Большинство поселенцев были дорийцами, и хотя жизнь новых граждан была счастливой и гармоничной, с этого момента город стал дорическим, приняв основными соответствующие гражданские институты и законы. В таком виде колония существовала с 476 года до н. э., и оставалась во власти Ферона до его смерти в 472 году до н. э. Фрасидей на короткое время получил власть над городом после смерти отца, но был вскоре изгнан как из Гимеры, так и из Акраганта Гиероном Сиракузским. Затем некоторое время правил Фрасибул, сын Ксенократа, племянник Ферона тирана Акраганта. В 466 году до н. э. гимерцы, в свою очередь, направили войска в помощь Сиракузам, желавшим избавиться от гнёта Фрасибула; также в город было позволено вернуться изгнанникам, которые мирно влились в сообщество. С этого периода, по словам Диодора Сицилийского, Гимера счастливо избегала внутренних конфликтов, и подобное положение во многом способствовало процветанию сицилийских городов, продолжавшемуся на протяжении следующих пятидесяти лет.
В этот период всеобщего благоденствия, продолжавшийся до разрушения Гимеры карфагенянами (с 461 по 408 год до н. э.), о городе упоминается лишь раз в связи с афинским походом на Сицилию в 415 году до н. э. Гимерцы были среди первых, кто предложил свою помощь Сиракузам. Когда Никий с афинским флотом подошёл к острову, города отказались его принять. Именно в Гимере высадился Гилипп и совершил переход через остров к Сиракузам, возглавляя армию, большую часть которой составляли гимерские граждане.

### Разрушение города Карфагеном
Всего через несколько лет процветанию города был положен конец во время великого поход карфагенян на Сицилию в 408 году до н. э. Хотя поводом для вторжения, как и в случае с афинянами, была помощь сегестцам в борьбе с соседями, селинунтцами, не было сомнений, что Карфаген имеет далеко идущие планы. После победы над Селинунтом Ганнибал Магон, возглавлявший карфагенскую армию, повернул свои войска против Гимеры. Город не был подготовлен к нападению, но горожане отчаянно сопротивлялись. Их вылазки наносили значительный урон врагу. Вначале вместе с гимерцами сражался отряд из 4 тыс. человек из Сиракуз, которыми командовал Диокл, но панический страх сиракузского военачальника за собственный город вынудил союзников уйти, оставив гимерцев противостоять мощи Карфагену в одиночестве. Итог битвы был предрешён: город пал, его защитники преданы смерти, не менее 3 тыс. пленных были казнены Ганнибалом в память о деде, Гамилькаре. Город был уничтожен: здания сровняли с землёй, не уцелели даже храмы. Карфагенский военачальник, очевидно, не желал оставлять никаких следов от города, название которого ассоциировалось с поражением одного из его соплеменников.
Диодор Сицилийский, рассказывая о разрушении Гимеры, пишет, что город так и не был восстановлен, а место, где он стоял, так и оставалось ненаселённым. На первый взгляд, это противоречит тому, что гимерским, селинунтским и акрагантским беженцам было позволено вернуться домой по договору, заключённому с Карфагеном в 405 году до н. э., с условием выплаты дани и без права строительства защитных укреплений. Очевидно, многие воспользовались этим правом, поскольку гимерцы упоминаются среди тех, кто присягнул Дионисий I Сиракузский перед началом большой войны с карфагенянами в 397 году до н. э. Следует отметить, что уже на следующий год они снова вернулись под власть Карфагена. Объяснение противоречию даёт Цицерон: выжившие после уничтожения родного города гимерцы обосновались в Ферме, в том же районе недалеко от старого города. Диодор о появлении Ферме пишет иначе: по его словам, город основали карфагеняне незадолго до начала войны, в 407 году до н. э. Вероятно, оба утверждения верны: карфагеняне основали свой город, чтобы предотвратить возрождение Гимеры, а вернувшиеся беженцы поселились в нём, сохранив за собой название гимерцев. Насколько полно новый город соответствовал старому, можно понять из указания Цицерона: когда Сципион Африканский, покорив Карфаген, вернул акрагантцам и гелойцам статус граждан, он восстановил в тех же правах жителей Ферме, ранее являвшихся гражданами Гимеры. Таким образом, нет ничего удивительного в том, что не только гимерцы, но и название их родного города, упоминаются после уничтожения последнего. Например, в 314 году до н. э. Диодор пишет, что по договору между Агафоклом и Карфагеном Гераклея, Селинунт и Гимера остаются во власти Карфагена, как и прежде. Более странно, что Гимера появляется как у Помпония Мелы, так и у Плиния Старшего, хотя как известно из трудов Цицерона, Страбона и Диодор, что город прекратил существование за века до этого.

### Основание Ферме
Новый город Ферме или Ферма, для отличия названный Ферме-Гимерензес, занял место Гимеры и, очевидно, получил название из-за расположенного неподалёку термального источника, с которым связана с легенда о Геракле. По-видимому, вначале город имел неопределённую принадлежность, но впоследствии, за редким исключением, он находился под властью Карфагена. В Первую пуническую войну его название упоминалось несколько раз. Так, в 260 году до н. э., отряд римлян, обосновавшийся в его окрестностях, был атакован Гамилькаром, проиграв битву и понеся большие потери. Перед окончанием войны римляне взяли город после осады. Цицерон пишет, что римляне за проявленную верность вернули фермитянам город и прилегающие территории, позволив жить по собственным законам. Так как в Первую Пуническую войну город противостоял Риму, это могло произойти только в последующий период, однако точное время события установить не удаётся. Во времена Цицерона Ферме считается процветающим городом, ведущим довольно активную торговлю, хотя оратор говорит о нём oppidum non maximum. Во времена императора Октавиана Августа город становится римской колонией, поскольку упоминание о нём содержится в Ordo et Populus splendidissimae Coloniae Augustae Himeraeorum Thermitanorum. Не было бы сомнений, что колония Ферме, упомянутая Плинием, на самом деле является этим городом, однако из описания ясно, что речь идёт о Ферме-Селинунте (в настоящее время — Скьяцца), так как она расположена на южном берегу между Акрагантом и Селинунтом. Впоследствии упоминания о Ферме встречаются редко, но, поскольку название указано у Птолемея и на картах, выходит, что город существовал во времена Римской империи, и, по-видимому, всегда был населён, поскольку современный Термини-Имерезе имеет как древние руины, так и прежнее название. Величие древнего города и любовь его граждан к искусству отмечено Цицероном, называвшим его in primis Siciliae clarum et ornatum; свидетельства этому сохранились вплоть до времён оратора в виде статуй, сохранённых гражданами города, для которых их восстановил Сципион после падения Карфагена. Эти статуи имели ценность не только как реликвии прошлого, но и как произведения искусства. Многочисленные монеты Гимеры свидетельствуют о богатстве города в античные времена.

## Настоящее время
Благодаря оставшимся руинам никаких сомнений в определении месторасположения города Ферме не возникает, хотя для этого достаточно и указания на расположение термального источника. Но до недавнего времени разногласия вызывали гипотезы о положении более древнего города Гимера. По мнению Клуверия, которое разделяли все последующие исследователи XIX века, Гимера располагалась на левом берегу реки, известной как Фьюме-ди-Термини, а в верховьях — Фьюме-Сан-Леонардо, и текущей мимо Термини на запад. При таком расположении жители переселились с одного берега на другой, что объясняет совмещение названий Гимера и Ферме, а река, давшая имя древнему городу, в то же время течёт и мимо Ферме. С другой стороны, при этом возникают сложности с отождествлением реки Фьюме-Сан-Леонардо с Гимерой: все данные о последней подтверждают мнение Фазелло, который соотносит Гимеру с рекой Фьюм-Гранде, устье которой находится в 13 километрах от Термини. Большинство современных исследователей придерживаются того же мнения. Такое расстояние с трудом можно назвать слишком большим, чтобы противоречить утверждению Цицерона, что новое поселение появилось non longe ab oppido antique; и в то же время дополнение, что новый город находился на той же территории, скорее, доказывает, что новое место не было слишком близко от старого. Можно добавить, что новое место выбиралось в соответствии с мнением карфагенян и должно было располагаться ближе к их колониям Солус и Панормус для большей управляемости. Следствием из мнения Фазелло становится размещение Гимеры на левом берегу реки у устья, однако в данном месте не было найдено ни руин, ни ваз, но были обнаружены захоронения. Но также ни Клуверий, ни другие исследователи не обнаружили руин или других признаков древнего города на западном берегу Фьюме-Сан-Леонардо; нет также признаков, что это место могло служить для важного города.

## Археология
Единственные заметные руины в городе — Tempio della Vittoria (Храм победы), дорическое строение, предположительно возведённое в память о победе над карфагенянами (хотя недавние исследования показывают ненадёжность этой гипотезы). К югу от храма находился городской некрополь. Здесь было обнаружено несколько артефактов, размещённых в небольшом антиквариуме. Более впечатляющая экспозиция находится в Музее археологии в Палермо.
В 2008 году на территории некрополя Гимеры были обнаружены массовые захоронения детей и солдат, многие из которых умерли насильственной смертью.

## Известные люди
Гимеру чествовали в античные времена как место рождения поэта Стесихора, который, как можно узнать из анекдота, донесённого до нас Аристотелем, играл заметную роль в политической жизни родного города. Статуя поэта сохранилась до времён Цицерона и была окружена особым почётом. Эрготелий, чья победа на Олимпийских играх отмечена Пиндаром, являлся гражданином Гимеры, хотя родился в другом месте. Ферме, в свою очередь, является местом рождения тирана Агафокла.